# Mouillac (Gironda)
Mouillac è un comune francese di 101 abitanti situato nel dipartimento della Gironda nella regione della Nuova Aquitania.

## Società

### Evoluzione demografica
Abitanti censiti